# Local area network
Local area network（ローカル・エリア・ネットワーク、略称:LAN（ラン））とは、家庭やオフィス，工場のような，単一または近隣の建物の中で運用される私有ネットワークである。狭義にはイーサネットに代表される通信ケーブルとデータリンク層の技術方式、規格を指し、広義には事業所内、家庭内で使用されるコンピュータネットワークと情報処理システムを指す場合がある。本項では狭義の技術方式、規格について解説する。
歴史的経緯から初期の技術規格として可能な配線長が数百ｍ程度であったことから、室内、建物内を主な対象とする意味でLocal Area Networkという名称であるが、現在では数十kmの延長が可能な規格も存在する。

## 概説

バスネットワークトポロジを使用したローカルエリアネットワークの概念図。

LANの標準化組織である米国電気電子技術者協会（IEEE）や国際標準化機構（ISO）での定義によると
1. 限定された広がりをもつ地域で、コンピュータをはじめとする様々な機器の間で自由に情報交換ができる。
2. 導入したユーザーが主体となって管理・運営する（電気通信事業者資格が不要）。
3. 異なるベンダーで作成された機器をLANに接続でき、相互に通信可能（マルチベンダ接続）。

といった特徴をもっている。
本項では狭義の技術方式、規格の種類と歴史を概観する。個別の方式の構成や動作についてはそれぞれの見出し項目を参照されたい。
また本項で解説する単独のLANを複数組み合わせた広義のLANである事業所内LAN、企業内LANなどについては、該当の節を参照されたい。

## LANの種類
LANが商用化される初期の時期に規格化されたLANの種類には次のものが存在する。
- イーサネット (Ethernet、DIX規格、Ethernet II、IEEE 802.3)
- トークンバス (Token Bus、IEEE 802.4)
- トークンリング (Token Ring、IEEE 802.5)
- FDDI(Fiber-distributed data interface、ANSI X3T9.5など)

この内イーサネットが商業的な普及を広め、以後それを高速化した後継規格がデファクト・スタンダードとなっている。

近年は無線方式による、無線LAN（IEEE 802.11シリーズ）も普及している。
HomePNAは家庭内の既設電話線を利用するLANである。
既設の電灯線・配電線を利用するPLCも家庭内LANの新技術として注目されている。

## LANの歴史
LANの発祥の一つであるイーサネットは1973年に米Xeroxパロアルト研究所でロバート・メトカーフを中心に開発された。
これに先立つ基となる研究として1960年代中頃のポール・バラン(アメリカ)またはドナルド・デービス(イギリス)によるパケット通信、1970年頃のハワイ大学におけるALOHAプロジェクトによる多重ランダムアクセス通信方式の研究がある。
1980年2月にIEEE 802委員会が発足する。これは可変サイズのパケットを伝送するネットワークに関する検討を目的としたものであった。
この年DIX規格のEthernet Iが発表される。
1982年、DIX規格のEthernet IIが発表される。
1983年、IEEE 802.3 10Base5が標準化される。
1984年、IEEE 802.3a 10Base2が標準化される。米IBMがトークンリングを開発する。
1987年、アメリカ国家規格協会(ANSI)でFDDIが標準化される。
1990年、IEEE 802.3i 10Base-Tが標準化される。
1995年、IEEE 802.3u 100Base-TXが標準化される。
1998年、IEEE 802.3z 1000Base-SX、LXが標準化される。
1999年、IEEE 802.3ab 1000Base-Tが標準化される。
2006年、IEEE 802.3an 10GBase-Tが標準化される。
その後40GigabitEthernet、100GigabitEthernetの開発が続いている。

## LANの分類
レイヤについてはOSI参照モデルを参照のこと。

### トポロジーによる分類（レイヤ1）
トポロジー（形状）による分類では、スター型、バス型、リング型の3つに分類される。これらは各規格における伝送媒体と接続機器の実装により形成されるものである。
- スター型LANは、中央に集線装置であるハブを置き、すべての端末を接続する形である。配置の変更が柔軟に行え、故障箇所の特定もしやすいことから、広く普及している。ただし、ハブ部分で故障が起きた場合には全端末で相互通信が不可能になるため、信頼性が必要な場合はハブを二重化するなどの対策をとることが多い。たとえばツイストペアケーブル（撚り対線）を利用したイーサネット（10Base-T、100Base-TX、1000Base-T等）、トークンリング[2]がある。
- バス型LANは、バスと呼ばれる伝送路に接続する形であり、基幹ケーブルに短冊状に端末がぶら下がるような形となる。バス上の一部で故障が発生した場合、故障点を超える通信は不可能になる。構成上バスを増やす以外に信頼性向上の手段がないため、信頼性向上は難しい。たとえば同軸ケーブルを用いるイーサネット（10Base5、10Base2）、トークンバスがある。
- リング型LANは、端末を順次伝送路につないでいく形であり、伝送路が数珠つなぎの円形となる。伝送路及び伝送路機器に障害が発生するとLANが停止するため、伝送路を2重にする場合が多い。また2重化することにより、途中、伝送路機器の故障、伝送路の切断などの各種障害に対し非常に強くなるため、基幹用に用いられることが多い。たとえばFDDIがある。

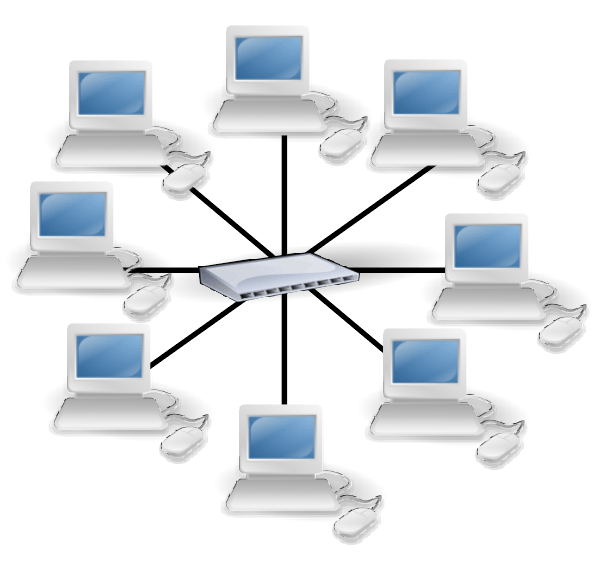
スター型
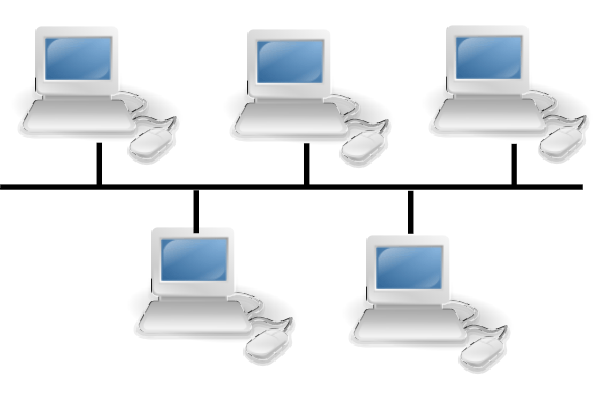
バス型
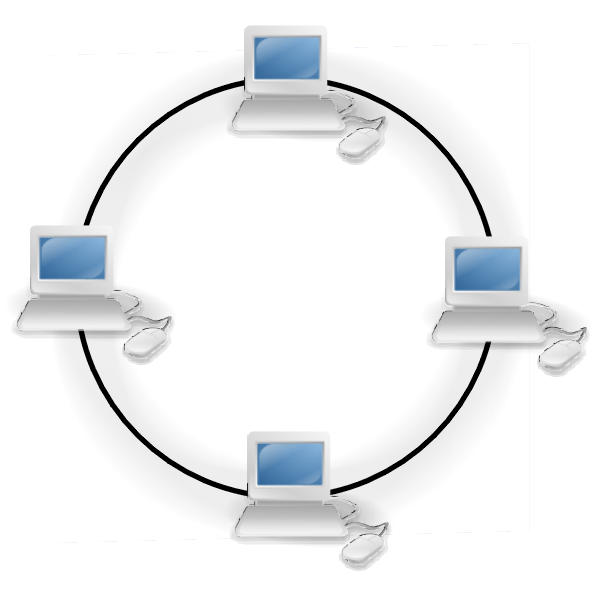
リング型

LANのトポロジーに関する議論は、伝送媒体(ケーブル、光ケーブル)とデータリンク層を接続する機器間で共有するイーサネット（10Base5、10Base2）、FDDIが現役であった1990年代までは意義のあるところだったが、その後のLANスイッチの普及拡大により、近年ではほぼすべてがスター型配線になっている。

### 伝送媒体による分類
各規格において使用する伝送媒体が定められている。主な例としては同軸ケーブル、ツイストペアケーブル(撚り対線)、光ファイバー、無線(大気の電波伝播)が利用される。
| 標準名称     | 規格名称   | 伝送媒体                                                      |
| ------------ | ---------- | ------------------------------------------------------------- |
| IEEE 802.3   | 10Base5    | 外径9.5mm、特性インピーダンス50Ωの同軸ケーブル(Thickケーブル) |
| IEEE 802.3a  | 10Base2    | 外径5mm、特性インピーダンス50Ωの同軸ケーブル(Thinケーブル)    |
| IEEE 802.3i  | 10BASE-T   | カテゴリ3以上のツイステッド・ペア・ケーブル                   |
| IEEE 802.3u  | 100Base-TX | カテゴリ5以上のツイステッド・ペア・ケーブル                   |
| IEEE 802.3ab | 1000Base-T | カテゴリ5e以上のツイステッド・ペア・ケーブル                  |

### 変調方式による分類（レイヤ1）
変調方式による分類では、ベースバンド方式とブロードバンド方式に分けられる。
- ベースバンド方式は、コンピュータで扱われるディジタルデータを符号化し、変調せずに電気パルスとして伝送路に送信する方式である。イーサネットやFDDI (TP-PMD, CDDI) がこの方式である。
- ブロードバンド方式は、コンピュータで扱われるディジタルデータを符号化し、変調して搬送波としてアナログ伝送路に送信する方式である。IEEE 802.4（トークン・バス）がこの方式である。

## 広義のLAN(大規模LAN)
LANの最も基本的な構成はケーブルとデータリンク層を共有する単独のLANである。それについては本項で種類を解説した。
企業などの事業所内で利用するコンピューターネットワークとしてのLANでは、複数のLANをブリッジ、ルーター、LANスイッチを用いて接続し、ネットワークを拡張する。
ネットワークの拡張に当たってはLAN技術以外にシリアル回線、ATM、WDM伝送装置などが利用される場合がある。
広義のLAN(大規模LAN)の構成や方式については先に述べたものの他にIP(Internet Protocol)や関係する技術、さらに上位レイヤも含めた技術の複合体として成り立っている。
これらの話題についてはネットワーク構築、(情報)システム構築の分野の技術として、関係する書籍などの情報を参照されたい。